# Fort-Louis
Fort-Louis (en alsacià For-Lui) és un municipi francès, situat a la regió del Gran Est, al departament del Baix Rin. L'any 1999 tenia 239 habitants.
Forma part del cantó de Bischwiller, del districte de Haguenau-Wissembourg i de la Comunitat de comunes del Pays Rhénan.

## Demografia
| 1962 | 1968 | 1975 | 1982 | 1990 | 1999 |
| ---- | ---- | ---- | ---- | ---- | ---- |
| 137  | 158  | 169  | 167  | 223  | 239  |

## Administració
| Període | Identitat    | Partit | Qualitat |  |
| ------- | ------------ | ------ | -------- |  |
| 2001-   | Gérard Janus |        |          |  |